# Tooth and Tail
Tooth and Tail — компьютерная игра в жанре стратегии в реальном времени, разработанная инди-студией Pocketwatch Games, которая до этого издала игру Monaco: What's Yours is Mine. Игра была издана в сентябре 2017 года на Windows, MacOS, Linux и PlayStation 4.
Во вселенной игры во время её событий бушует масштабная нехватка продовольствия, что привело к возникновению различных политических партий, с различающимися взглядами на добычу еды. Игровой процесс включает одиночный и многопользовательский режимы, и поддерживает геймпады, и управление с помощью клавиатуры и мыши. Игроки начинают матчи с выбора шести единиц из пула из двадцати, которые будут использоваться в течение матча. После того как каждый игрок сделал свой выбор, целью становится уничтожение ресурсов противника путём постройки своих строений и создания боевых единиц, которые отправляются в бой. Каждый игрок управляет своим командиром.
Разработка Tooth and Tail началась ближе к концу разработки Monaco. Было создано несколько различных прототипов перед анонсом в марте 2014 года самой игры, которая тогда была названа [ARMADA]. Задачей было создать стратегию в реальном времени без микроконтроля и без необходимости высокого количества действий в минуту. С самого начала планировалось что игра должна была одинаково хорошо работать и с геймпада, и с клавиатуры с мышью. В августе 2014 года название было сменено на LEADtoFIRE, а потом и окончательно, в августе 2015 года, на Tooth and Tail, название, которое являлось отсылкой к соотношению зубов к хвосту. Перед официальным изданием планировалось что игра должна была пройти через платформу раннего доступа на Steam, однако этого так и не случилось.
Игра была хорошо принята и выиграла две награды в 2016 году — «Лучший дизайн персонажей» на Intel Level Up, и разделила «Выбор гостей» с Giant Cop на Media Indie Exchange. Однопользовательский режим по отзывам уступил многопользовательскому, обозреватели заявляли что скачки сложности затрудняли наслаждение от игры. Обозреватели сравнивали игру с различными литературными произведениями, причём чаще всего с «Рэдволлом» и «Скотным двором».

## Сюжет
Действие игры Tooth and Tail происходит в XIX веке в обществе, где антропоморфные животные сталкиваются с хронической нехваткой продовольствия. Многие животные, за исключением свиней, решили есть мясо для преодоления нехватки, и это помогло на некоторое время. Духовенство, возглавляемое Архимедом, создало лотерейную систему, которая в конечном счёте решала кто должен быть съеден. Данное решение вызвало возмущение по всей стране, поскольку аристократия оказалась на вершине пищевой цепи, а простому народу не понравилась ни идея быть съеденным, ни высокая стоимость еды. Сын богатого купца Беллафида был выбран лотереей к съедению, и в свою очередь, Беллафид возмутился и восстал, намереваясь изменить систему отбора продуктов на основанную на некоторой версии меритократии. Простой люд также восстал во главе с Хоппер, которая возжелала ввести систему голосования на замену лотерее. Хоппер и Беллафид объединили свои силы для свержения Духовенства, несмотря на разницу в своих идеалах.
Духовенство ввязалось в борьбу ради сохранения собственной власти и статуса-кво. Несмотря на то, что революция ввергла правительство в хаос, отдельные военные элементы остались организованы. Квартирмейстер, прагматичный глава секретной полиции покойной Царицы, захватил контроль над военными и поддержал Архимеда и духовенство.
К концу игры свиньи — которые вымирали из-за войны — оповестили по отдельности все четыре армии о том что они передали недостоверную информацию трём другим. Все четыре армии были обмануты этим, и собрались в одном месте. Пока армии сражаются друг с другом насмерть, свиньи восстают, раскрывая то, что у них с самого начала был план по свержению Царицы и мести за рабство и поедание их вида. Орда свиней атакует последнюю оставшуюся в живых армий и уничтожает её, однако судьба командиров и остальных животных-мясоедов остаётся неясной.

## Игровой процесс
Игровой процесс Tooth and Tail
Tooth and Tail — стратегия в реальном времени, игровой процесс которой оптимизирован как для геймпадов, так и для клавиатуры и мыши. Игра содержит и одиночный, и многопользовательский режимы. В однопользовательском режиме игрок продвигается по истории, проходя уровни всё возрастающей сложности. Каждый уровень имеет цели с различной сложностью в зависимости от того, насколько игрок продвинут. Основные задачи должны быть выполнены для завершения уровня, в то время как «героические» необязательны и обычно более сложны. Многопользовательский режим может быть использован либо с помощью онлайн подбора игроков, либо с помощью разделённого экрана. В игре может участвовать до четырёх игроков, поодиночке либо в командах по двое.
Перед началом матча игроки должны выбрать себе командующего из четырёх разных фракций, а затем выбрать шесть единиц из пула из двадцати, которые будут использованы во время матча. Пятнадцать из этих единиц являются атакующими, и разделены по рангам в зависимости от их силы и стоимости. Остальные пять являются оборонительными. Все выборы являются окончательными, и другие единицы не могут быть разблокированы во время матча. После того как каждый игрок выбирает свои единицы, они получают под управление командира армии, и должны строить строения, такие как фермы, для того чтобы получать требуемые ресурсы. Большинство строений может быть построено только рядом с мукомольными мельницами, что предотвращает игроков от постройки зданий рядом с противником во время разведки или шпионажа. В любой момент игрок может отправить командира назад на базу путём закапывания. Единицы производятся в специализированных строениях при условии что у игрока есть достаточно еды для их призыва. В зависимости от уровня, некоторые единицы стоят дороже чем остальные. Еда — ограниченный ресурс, что означает что игроку нужно заранее планировать свою атаку. Также из структур есть лагерные костры (англ. campfires), которые сочетают в себе свойства мельниц и ферм, и позволяют строить постройки рядом с ними, заодно производя еду. Для победы игрок должен уничтожить мельницы и костры противника. Карта генерируется процедурно, из чего следует что в разных матчах у разных игроков будут разные тактические преимущества и уязвимости.

## Разработка
После успеха изданной в 2013 году игры Monaco: Whats Yours Is Mine, компания Pocketwatch Games в марте 2014 года анонсировала разработку Tooth and Tail. Аналогично разработке Monaco было создано множество прототипов со схожими механиками. Энди Шатц, основатель Pocketwatch Games, рассказал Джиму Россигнолу из Rock, Paper, Shotgun про Dino Drop, игру, которую он разработал во время учёбы в колледже, и охарактеризовал как «стратегическую игру с разделённым экраном и с автономными единицами». Эта версия игры была разработана Шатцом и содизайнером Энди Нгуеном ближе к концу разработки Monaco. Изначально разработанная под «кодовым именем» Armada — стилизованном как [ARMADA] — игра описывалась как стратегия в реальном времени (RTS) без всего необходимого микроконтроля, и не требующая высокого количества действий в минуту; с проблемой которую он приписал серии Starcraft. Starcraft и Command & Conquer были упомянуты как оказавшие влияние на Tooth and Tail.
Armada разрабатывалась не только с целью привлечь игроков, которые обычно не играли в игры жанра RTS, но и также дать возможность «играть в игру на глубоком уровне». Планировалось, что игра должна иметь удобное управление с геймпада, а обозреватель PC Gamer отметил что не существовало «хороших» игр в жанре RTS, использовавших геймпад. Шатц сравнил Armada с Monaco, сказав что «Я хочу сделать с жанром RTS то же, что мы сделали с Monaco и с жанром стелс, и это ограничение наборов управления для того, чтобы итоговое взаимодействие с игрой было достаточно лёгким и понятным без ущерба для глубины самой игры». Шатц обсудил идею с примерно сорока участниками Game Developers Conference, и получил положительные отзывы. На тот момент не было чётко установленных временных рамок для разработки, а название, тематика и стиль игры не были определены конкретно.
Позднее, в августе 2014 года название игры было сменено на Lead to Fire, стилизованное как LEADtoFIRE. На данных стадиях разработчики демонстрировали прогресс на стриминговой платформе Twitch.tv, что было охарактеризовано как «миниатюрное PAX», способ продемонстрировать разработку и позволить фанатам протестировать игру. На той стадии разработки игра почерпнула вдохновение у Hearthstone, карточной игры, в которой игроки собирают колоды и соперничают с другими. Шатц отметил, что на выбор должно было быть около тридцати боевых единиц и строений, и несмотря на то, что окончательное число ещё не было утверждено, было прикинуто что игроки смогут выбирать от шести до восьми из них за матч. В статье издания Polygon говорилось, что выпуск игры был запланирован на 2015 год.
В августе 2015 года игре было дано официальное название, Tooth and Tail. Изменение было связано с тем, что LEADtoFIRE не очень нравилось разработчикам, которые также сочли что никто не знает как это правильно произносить. Новое название содержало отсылку к соотношению зубов к хвосту, а графический стиль был раскрыт в то же время что и новое название. Шатц писал, что, как и SpyParty, «игра должна выглядеть совершенно дерьмово, пока она не станет абсолютно потрясающей». Графический стиль был охарактеризован как обновлённая версия пиксель-арта 90-х годов. После издания официального графического арта, процесс разработки стал более публичным, и команда разработчиков полагала что игра будет выпущена в 2016 году, с возможностью использования платформы раннего доступа на Steam. Шатц в интервью изданию GameSpot в марте 2016 года заявил, что выпуск должен состояться «позднее в этом году».
Композитор Остин Уинтори, работавший над Monaco, также был нанят для работы над саундтреком игры. Звуковое оформление было выполнено PowerUp Audio, командой, работавшей над Crypt of the NecroDancer и Darkest Dungeon. Игровые персонажи разговаривают на языке, изобретённом Кевином Регейми из PowerUp Audio, и который основан на русском языке. Шатц рассказал Луи Бьерли из Heavy Mag, что игровой язык можно перевести на английский. В июле 2017 года была анонсирована дата релиза игры на PlayStation 4, Microsoft Windows, macOS, и Linux — 12 сентября. Наряду с этим анонсом был выпущен трейлер игры.

## Критика и отзывы
| Сводный рейтинг       | Сводный рейтинг        |
| Агрегатор             | Оценка                 |
| --------------------- | ---------------------- |
| Metacritic            | PC: 80/100 PS4: 78/100 |
| Иноязычные издания    |                        |
| Издание               | Оценка                 |
| Destructoid           | 9,5/10                 |
| GameSpot              | 8/10                   |
| Hardcore Gamer        | 4/5                    |
| Eurogamer Italy       | 9/10                   |
| AusGamers             | 8,1/10                 |
| Русскоязычные издания |                        |
| Издание               | Оценка                 |
| PlayGround.ru         | 7,5/10                 |
| Riot Pixels           | 7/10                   |
| «Игры Mail.ru»        | 6,5/10                 |
| Награды               |                        |
| Издание               | Награда                |
| Intel Level Up 2016   | Best Character Design  |
| Media Indie Exchange  | Guest's Pick (tied)    |

### Перед изданием
Игра до выхода получила значимое освещение в игровых средствах массовой информации из-за того, что процесс разработки был общедоступным, а также из-за публикаций альфа-версий игры. Множество обозревателей сравнивало Tooth and Tail с романами «Скотный двор» и «Рэдволл». Обозреватели, включая Адама Смита из Rock, Paper, Shotgun, Кайла Леклэйра из Hardcore Gamer, и Тома Маркса из PC Gamer похвалили игру за переработку концепции жанра стратегии в реальном времени. В марте 2017 года Маркс описал одиночную кампанию схожей с «кампанией StarCraft размером с кусочек». Стиль графики также был похвален.

### После издания
После издания игра Tooth and Tail получила положительные отзывы от критиков, согласно агрегатору оценок Metacritic.
Привлекательность игры и для новичков в жанре стратегии в реальном времени, и для ветеранов была высоко оценена критиками. Из-за этого IGN указал игру в своём сентябрьском списке «игр, которые вы могли пропустить». Давид Пессач из Eurogamer Italy порекомендовал игру всем, поскольку, по его мнению, это «многочасовая забава». Патрик Хэнкок из Destructoid назвал Tooth and Tail своей личной «Игрой Года», заявив, что он рекомендует её всем, включая тех, кому не нравятся стратегии в реальном времени. Эрик Ван Аллен, писатель в Kotaku, написал, что игра привлекательна для новичков в жанре стратегий, назвав её «свежим взглядом на жанр, который всегда открыт для интерпретаций». Однако часть критиков сочла кривую обучаемости игры слишком крутой. Чарли Холл, автор Polygon, сравнил игру с StarCraft и написал, что «начальная кривая обучаемости прямо сейчас слишком крута для большинства игроков». Брендан Колдвелл из Rock, Paper, Shotgun согласился, сказав, что «сложная миссия может прийти и откусить кусок вашего удовольствия».
Игровая механика многопользовательских матчей получила положительные отзывы. Холл писал, что несмотря на то, что однопользовательский режим может быть плохо сбалансирован, игра блистает в многопользовательском. В списке «игр года» Хэнкока, тот отметил, что она и так бы появилась в нём чисто за счёт однопользовательского режима, а многопользовательский стал «вишенкой сверху». Холл упомянул, что из-за того что матчи проходят в течение около десяти минут, он поймал себя на том, что говорил «ещё один [матч]». Он предположил, что хоть управление и хорошо для новичков, у него есть потенциал отпугнуть ветеранов, поскольку у них нет возможности управления конкретными боевыми единицами.
Графический стиль, саундтрек и звуковой дизайн Tooth and Tail получили положительные отзывы от критиков. Хлои Рад из IGN упомянул, что из-за сочетания всех этих элементов для него это был «настолько аркадоподобный игровой опыт, как никакой другой в этом году». Алекс Уолкер из Котаку восхвалил Pocketwatch Games за их способность создавать «по-настоящему красивые» произведения, не тратя «миллионы долларов на команду художников». Коста Андреадис из AusGamers счёл, что графика, хоть и не впечатляющая для 2017 года, приятна в своём виде, и похвалил анимацию за способность изменять свою интенсивность в зависимости от окружения. Он также прокомментировал звуковой дизайн, что по его мнению, он дополняет впечатления от игры. Хэнкок отметил сходство саундтреков Monaco и Tooth and Tail, оба из которых были написаны Остином Уинтори. Главным сходством, он отметил, было использование быстрых треков во время боевых действий, и использование более медленных в тихое время, для того чтобы создать «революционное чувство».

#### Награды
Tooth and Tail выиграла «Лучший дизайн персонажей» на Intel Level Up 2016, и разделила «Выбор гостей» с Giant Cop на Media Indie Exchange. Игра номинировалась на премию «Лучшая стратегическая игра» трижды: на The Game Awards 2017, на 2017 Game of the Year Awards журнала once at PC Gamer, и на Best of 2017 Awards издания IGN. PC Gamer включил Tooth and Tail в список лучшей игровой музыки 2017 года. Игра была номинирована Independent Games Festival 2018 года на награду «Excellence in Narrative».
Летом 2018 года, благодаря уязвимости в защите Steam Web API, стало известно, что точное количество пользователей сервиса Steam, которые играли в игру хотя бы один раз, составляет 300 539 человек.